# Ponikvar
Ponikvar je priimek več znanih Slovencev:
- Andreja Ponikvar, slavistka
- Dušan Ponikvar, elektronik, fizik
- Jadranka Buturović Ponikvar (*1956), zdravnica internistka/nefrologinja, prof. MF
- Janez Ponikvar (1906—1981), organist, pevovodja
- Jasna Ponikvar Velasquez, diplomatka
- Jernej Ponikvar (1877—1952), rimskokatoliški duhovnik in kulturni delavec v ZDA
- Karla Ponikvar Grmek (1864—1924), učiteljica, igralka in narodna delavka v Trstu
- Klemen Ponikvar, odbojkar na mivki
- Klemen Ponikvar, slovenski diplomat (v misiji pri OZN)
- Lev Ponikvar (1917—1993), glasbenik kitarist in multiinstrumentalist
- Maja Ponikvar Svet, kemičarka
- Mario Ponikvar, zdravnik
- Matjaž Ponikvar, zborovodja
- Nina Ponikvar, ekonomistka, prof.
- Primož Ponikvar (*1975), pevajalec, leksikograf (= deskar na valovih?)
- Rafael Ponikvar (*1948), zdravnik nefrolog
- Stane Ponikvar, zborovodja
- Uroš Ponikvar, športni delavec (tek na smučeh)
- Vid Ponikvar (*1976), fotograf
- Vida (Veda) Ponikvar (1919—2015), slovenska časnikarka v ZDA